# Репарация ДНК

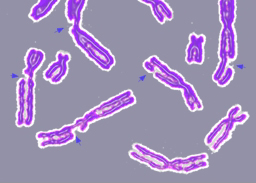
Повреждённые хромосомы

Репарация (от лат. reparatio — восстановление) — особая функция клеток, заключающаяся в способности исправлять химические повреждения и разрывы в молекулах ДНК, повреждённых при нормальном биосинтезе ДНК в клетке или в результате воздействия физических (ионизирующее и ультрафиолетовое излучение) или химических (мутагенные и, как следствие, канцерогенные химические вещества) факторов. Осуществляется специальными ферментными системами клетки, предотвращает мутагенез и канцерогенез. Ряд наследственных болезней (например, пигментная ксеродерма — предраковое состояние кожи) связан с нарушениями систем репарации.

## История открытия
Начало изучению репарации было положено работами Альберта Кельнера (США), который в 1948 году обнаружил явление фотореактивации — уменьшение повреждения биологических объектов, вызываемого ультрафиолетовыми (УФ) лучами, при последующем воздействии ярким видимым светом (световая репарация).
Р. Сетлоу, К. Руперт (США) и другие вскоре установили, что фотореактивация — фотохимический процесс, протекающий с участием специального фермента и приводящий к расщеплению димеров тимина, образовавшихся в ДНК при поглощении УФ-кванта.
Позднее при изучении генетического контроля чувствительности бактерий к УФ-свету и ионизирующим излучениям была обнаружена темновая репарация — свойство клеток ликвидировать повреждения в ДНК без участия видимого света. Механизм темновой репарации облучённых УФ-светом бактериальных клеток был предсказан А. П. Говард-Фландерсом и экспериментально подтверждён в 1964 году Ф. Ханавальтом и Д. Петиджоном (США). Было показано, что у бактерий после облучения происходит вырезание повреждённых участков ДНК с изменёнными нуклеотидами и ресинтез ДНК в образовавшихся пробелах.
Системы репарации существуют не только у микроорганизмов, но также в клетках животных и человека, у которых они изучаются на культурах тканей. Известен наследственный недуг человека — пигментная ксеродерма, при котором нарушена репарация.
Томас Линдаль, Азиз Санджар и Пол Модрич получили Нобелевскую премию по химии 2015 года за исследования в области изучения методов репарации ДНК.

## Основные типы повреждения ДНК

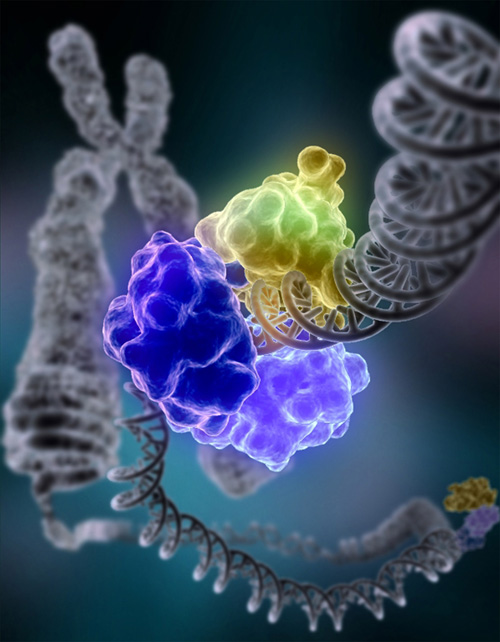
ДНК-лигаза, осуществляющая репарацию ДНК